# Иџма
Иџма (арап. إجماع‎) је арапски термин који се односи на консензус (договор) исламских научника о праву у шеријату. Различита мишљења у оквиру исламске правне науке могу дефинисати овај консензус као онај прве генерације муслимана - асхаби ; консензус прве три генерације муслимана ; консензус правника и учењака  (улема) или консензус читавог муслиманског света, како учењака тако и лаика.
Временом су Куран и суна протумачени кроз иџму у толикој мери да неки писци тврде да је иџма данас једини догматски извор шеријатског права, зато што судије уместо Курана и суне користе књиге одобрене иџмом.

## Гледишта
Гледиште сунита - Мухамедов хадис каже „ Мој се народ никад неће сложити у грешци ", ова и сличне поуке често се наводе као доказ за валидност иџме. Оправдање за ову доктрину представља изазов, јер су се ти хадиси преносили путем иснада (преносиоци хадиса) и нису квалификовани за пружање одређеног знања у оквиру класичне науке о хадиској критици. Сунитски учењаци су тврдили да је природа исламског друштва таква да се они не могу у заједници сложити око ствари које су погрешне, зато што Алах то не би дозволио.Сунитски муслимани сматрају иџму трећим темељним извором шеријатског права, непосредно након Курана и суне.
Постоје различита гледишта око тога ко учествује у овом консензусу, било да је " консензус потребан само ученицима одређене школе, правницима, правницима раног доба, следбеницима, учењацима уопште или читавој муслиманској заједници ".
Малик Ибн Анас је сматрао да је верско обавезујући консензус само консензус Мухамедових следбеника и директних наследника тих сапутника у граду Медина.
Према Ирачком научнику Маџиду Хадурију, Ал Шафија је сматрао да верско обавезујући консензус мора да обухвати сву муслиманску заједницу, у свим деловима света, како учене људе тако и лаике. Дакле, ако би чак и један појединац имао другачије гледиште, тад не би био постигнут консензус. Он је сматрао да уколико се не постигне сагласност свих муслимана не може се постићи ни консензус - договор.
С друге стране Абу Ханифа, Ахмад ибн Ханбал и Давуд ал Захири сматрали су да овај консензус укључује само следбенике Мухамеда, искључујући све генерације након тога.
Погледи унутар сунитског ислама су се још више разгранали у каснијим генерацијама, са Абу Бакром Ал Јасасом, ханафијским учењаком, који је и већинско гледиште дефинисао као консензус, а Ибн Таимиах ограничавао је консензус само на ставове улема - религиозно учених. Став Мухамеда ибн Јарир Ал Табарија није био у потпуности јасан, неки су тврдили да је он сматрао да консензус обухвата просту већину, док постоје и мишљења да је по њему консензус обухватао само сапутнике Мухамеда. 

Према Ахмеду Хасану, становиште већине подељено је на две могућности, да је верско обавезујући консензус, консензус читаве муслиманске заједнице или да је верско обавезујући консензус само консензус религиозно учених. Називи две врсте консензуса су:
- иџма ал умах - консензус читаве заједнице - иџма ал аимах - консензус религиозно учених људи
Гледиште шиита - У почетку, за шиите ауторитет имама је чинио консензус небитним. Са развојем секташких заједница ислама - дванаестници, питање вођења и тумачења између различитих улама постало је проблем, ипак значај иџме код шиита никад није достигао онај ниво који је имао код сунита. Касније од Сафавида и успостављања школе - усули, на почетку 19. века прихвата се власт муџтехида. За шиите је статус иџме двосмислен.
Гледиште мутазилита - Мутазилити не сматрају консензус важећим извором права, пре свега због критике прве генерације муслимана, за које мутазилити сматрају да поседују мањкавост личности и интелекта.
У књизи мутазилитског теолога Назама, је његов ученик Ал Јахиз негирао ваљаност консензуса и то чврсто верујући у своје убеђење.